# گرت گولیم
گرت گولیم (انگلیسی: Gareth Gwillim؛ زادهٔ ۹ ژانویهٔ ۱۹۸۳) بازیکن فوتبال اهل بریتانیا است.
از باشگاه‌هایی که در آن بازی کرده‌است می‌توان به باشگاه فوتبال کریستال پالاس، باشگاه فوتبال هیستون، باشگاه فوتبال ای‌اف‌سی ویمبلدون، باشگاه فوتبال ولینگ یونایتد، باشگاه فوتبال ابسفلیت یونایتد، باشگاه فوتبال ساتون یونایتد، باشگاه فوتبال بیشاپس استورتفورد، باشگاه فوتبال داگنم و ردبریج، باشگاه فوتبال فارن‌بورو، و باشگاه فوتبال اشفورد یونایتد اشاره کرد.